# El Triunfo, Jiquipilas
El Triunfo är en ort i Mexiko.   Den ligger i kommunen Jiquipilas och delstaten Chiapas, i den sydöstra delen av landet, 700 km sydost om huvudstaden Mexico City. El Triunfo ligger 591 meter över havet och antalet invånare är 858.
Terrängen runt El Triunfo är varierad. Runt El Triunfo är det ganska glesbefolkat, med 30 invånare per kvadratkilometer. Närmaste större samhälle är Tierra y Libertad, 15,0 km sydväst om El Triunfo. Omgivningarna runt El Triunfo är en mosaik av jordbruksmark och naturlig växtlighet.